# Adolphe Grandjean de Montigny
Adolphe Grandjean de Montigny (ur. 1800, zm. 30 marca 1876 w Pont-l’Evêque, w departamencie Calvados)  – francuski urzędnik konsularny.
Pełnił funkcję konsula Francji w Gdańsku (1858-1861).